# III the EP
III the EP is een ep van de Amerikaanse band Mondo Generator.

## Tracklist
| nr. | titel                | muziek / tekst                     | duur  |
| --- | -------------------- | ---------------------------------- | ----- |
| 1   | All the Way Down     | Nick Oliveri                       | 2:56  |
| 2   | Bloody Hammer        | Roky Erickson                      | 5:21  |
| 3   | Six Shooter (live)   | Josh Homme/Nick Oliveri            | 1:23  |
| 4   | There She Goes Again | Nick Oliveri                       | 1:26  |
| 5   | Sleep the Lie Away   | Hernández/Catching/McGuire/Oliveri | 13:31 |

- Het nummer "All The Way Down" is opnieuw opgenomen voor Mondo Generators album Dead Planet: SonicSlowMotionTrails.
- De nummers zijn opnieuw uitgebracht op Oliveri's akoestische album Demolition Day uit 2004.

## Sessiemuzikanten
- Nick Oliveri - zang, basgitaar op de nummers (1, 3, 4)
- Dave Catching - gitaar
- Alfredo Hernández - drum
- Molly McGuire - basgitaar op nummer (2) en piano op nummer (4)
- Mathias Schneeberger - piano op nummer (1, 2) en gitaar op nummer (1)

Geproduceerd door Nick Oliveri.